# Dendrobium multilineatum
Dendrobium multilineatum är en orkidéart som beskrevs av Kerr. Dendrobium multilineatum ingår i släktet Dendrobium, och familjen orkidéer.
Artens utbredningsområde är Laos. Inga underarter finns listade i Catalogue of Life.